# Square Samuel-Paty
Square Samuel-Paty, tidigare Square Paul-Painlevé, är en park vid Place Paul-Painlevé i Quartier de la Sorbonne i Paris 5:e arrondissement. Parken var tidigare uppkallad efter den franske matematikern och politikern Paul Painlevé (1863–1933). Parken anlades ursprungligen år 1900. År 2021 bytte parken namn till Square Samuel-Paty för att hedra Samuel Paty som mördades den 16 oktober 2020; invigningen ägde rum på ettårsdagen för mordet.

## Statyer och monument
- Michel de Montaigne av Paul Landowski
- Kapitolinska varginnan med Romulus och Remus, reproduktion
- Monument över Puvis de Chavannes av Jules Desbois
- Monument över Octave Gréard, fontän av Jules Chaplain och Henri-Paul Nénot

## Omgivningar
- Saint-Julien-le-Pauvre
- Saint-Séverin
- Sorbonne
- Square Michel-Foucault
- Square Auguste-Mariette-Pacha

## Bilder
| - Teckning föreställande Samuel Paty (1973–2020). - Paul Painlevé. - Monument över Octave Gréard. - Monument över Puvis de Chavannes. |

| - Kapitolinska varginnan med Romulus och Remus. - Saint-Julien-le-Pauvre. - Saint-Séverin. |

## Kommunikationer
- Tunnelbana – linje  – Cluny – La Sorbonne
- Busshållplats Cluny – Paris bussnät, linje 63 86

### Webbkällor
- ”Square Paul-Painlevé”. Paris.fr. 28 april 2021. Arkiverad från originalet den 30 april 2021. https://web.archive.org/web/20210430043454/https://www.paris.fr/equipements/square-paul-painleve-2444. Läst 28 april 2021.
- Sun, Qin; Wargny, Sarah (12 oktober 2021). ”Paris: le square Samuel-Paty sera bien inauguré le 16 octobre en face de la Sorbonne”. CNews. Arkiverad från originalet den 17 oktober 2021. https://archive.md/XjqUZ. Läst 17 oktober 2021.